# Gilda Sportiello
Gilda Sportiello (Napoli, 19 febbraio 1987) è una politica italiana.

## Biografia
Alle elezioni politiche del 2018 è eletta deputata nella circoscrizione proporzionale Campania 1, nel collegio di Napoli, per il Movimento 5 Stelle. Nella XVIII legislatura è membro dal 2018 della XII Commissione affari sociali, della Commissione parlamentare per l'infanzia e l'adolescenza e dal 2019 della Commissione parlamentare di inchiesta sulla morte di Giulio Regeni.
È laureata con 106 in un corso triennale di scienze dell'educazione presso l'Università di Napoli Suor Orsola Benincasa.
Alle elezioni politiche anticipate del 2022 viene rieletta alla Camera nel collegio plurinominale Campania 1 - 01. Il 19 ottobre diventa Segretaria della Camera.
Il 7 giugno 2023, dopo una delibera della Giunta per il Regolamento e l'approvazione, nel corso della XVIII legislatura, di un ordine del giorno in tal senso presentato dalla stessa deputata, diventa la prima parlamentare nella storia italiana ad allattare in Aula, in una postazione ad hoc, il figlio Federico, avuto col collega Riccardo Ricciardi, di soli due mesi.